# الغواصة الألمانية يو-464
غواصة يو-464 غواصة يو بوت ألمانية صممت لإعادة تزويد غواصات يو الأخرى بالإمدادات والذخيرة (تلقب هذه الفئة Milchkuh أو حليب البقر) من الفئة الرابعة عشر بنيت لسلاح بحرية ألمانيا النازية كريغسمارينه، في أحواض دويتشه فيرك في كيل خلال الحرب العالمية الثانية.  عارضة لها في 18 مارس 1941 في كييل في فناء رقم 295. تم إطلاقها في 20 ديسمبر 1941 ودخلت الخدمة في 30 أبريل 1942.